# Paracles vulpina
Paracles vulpina là một loài bướm đêm thuộc phân họ Arctiinae, họ Erebidae.